# Schnokebrunnen
Der Schnokebrunnen ist eine als Brunnen gefasste Quelle, die im unteren Benjental auf der Waldgemarkung der Stadt Deidesheim (Rheinland-Pfalz) entspringt und als Naturdenkmal ND-7332-510 eingestuft ist.

## Geographie
Das Benjental erstreckt sich im östlichen Randgebirge des Pfälzerwalds, der Haardt. Die Quelle tritt auf einer Höhe von 283 m ü. NHN zutage. Ihr Ablauf ist der Bach vom Schnokebrunnen, der sein Wasser nach gut 600 m am Talausgang auf etwa 244 m Höhe von links in den südlich vorbeifließenden Mußbach abgibt.

## Name
Das nach Süden gerichtete und durch den Vorderen Langenberg gegen nördliche Winde geschützte Benjental erwärmt sich im Sommer stärker als die umliegenden Waldflächen, so dass im Brunnen wegen der etwas höheren Wassertemperatur zahlreiche Larven von Stechmücken gedeihen. Im örtlichen Dialekt werden Stechmücken „Schnoke“ (hochdeutsch „Schnaken“) genannt. Der so entstandene Dialektausdruck Schnokebrunnen wurde später zum amtlichen Namen der Quelle.

## Sehenswürdigkeiten
Im Benjental zweigt beim Schnokebrunnen nach Südosten ein Wanderweg ab, der in Serpentinen etwa 650 m weit zum Hohlen Fels in 347 m Höhe hinaufführt, einer zimmergroßen Felsenhöhle am Nordwesthang des Stabenbergs, die Spuren früherer Bewohner aufweist.